# Kitsunegari
«Kitsunegari» es el octavo episodio de la quinta temporada de la serie de televisión estadounidense de ciencia ficción The X-Files. Fue escrito por Vince Gilligan y Tim Minear, y dirigido por Daniel Sackheim. Se emitió en Estados Unidos el 4 de enero de 1998 por la cadena Fox. «Kitsunegari» obtuvo una calificación Nielsen de 11,6, siendo visto por 19,75 millones de personas en su emisión inicial. El episodio recibió críticas mixtas de los críticos de televisión.
The X-Files se centra en los agentes especiales del FBI Fox Mulder (David Duchovny) y Dana Scully (Gillian Anderson) que trabajan en casos relacionados con lo paranormal, llamados expedientes X. Mulder cree en lo paranormal, mientras que la escéptica Scully ha sido asignada para desacreditar su trabajo. En este episodio, Mulder y Scully buscan al infame asesino Robert «Pusher» Modell (Robert Wisden), un humano con la capacidad de imponer su voluntad a los demás, después de que escapa de prisión. Los agentes pronto descubren que él no es su única preocupación; tiene una hermana, y ella es tan capaz de controlar la mente como él.
«Kitsunegari» sirve como secuela del episodio de la tercera temporada «Pusher». El título del episodio significa «cacería del zorro» en japonés. La historia original de Minear para el episodio era una en la que un criminal convicto que resultó ser ateo habría escuchado la voz de Dios, ordenándole que matara a un hombre verdaderamente malvado. El productor ejecutivo de la serie, Frank Spotnitz, sugirió que Minear debería usar al favorito de los fans, Robert Modell.

## Argumento
En Lorton, Virginia, Robert Patrick Modell escapa del hospital de una prisión, después de lo cual el guardia de turno dice aturdido: «Tenía que irse». Más tarde, Walter Skinner (Mitch Pileggi), Dana Scully (Gillian Anderson) y Fox Mulder (David Duchovny) llegan a la prisión y se enteran de que Modell se había despertado repentinamente de su coma, causado cuando Mulder le disparó, seis meses antes.
Scully le pregunta preocupada a Mulder si está jugando deliberadamente el juego de Modell nuevamente al encabezar la investigación. Los agentes se enteran por el fisioterapeuta de Modell que las Hermanitas de la Caridad, que intentan visitar a todos los reclusos hospitalizados, han estado viendo a Modell. Modell llama a la prisión y habla con Mulder, quien se niega a escuchar. La llamada es rastreada a una tienda de deportes en Occoquan, Virginia, donde se deja un envoltorio de Carbo-Bar en el mostrador. Más tarde, Modell sostiene una foto de una mujer joven en una casa donde un hombre está cubierto de pintura azul cerúleo.
Los agentes identifican al muerto como Nathan Bowman, quien fue el fiscal en el juicio de Modell. «Kitsunegari», el término japonés para «cacería del zorro», está escrito en las paredes con pintura azul. Una mancha de pintura lleva a los agentes a la esposa de Nathan, Linda, una agente de bienes raíces que tiene una cita con el «Sr. Fox Mulder» en una propiedad comercial. Modell usa su influencia para afectar a los dos primeros oficiales en llegar, pero no lo encuentran. Cuando llega, Linda les dice a los agentes que su marido había hablado de Modell. Mulder está confundido, ya que las acciones de Modell no se ajustan a su modus operandi anterior. Investiga un edificio cercano, donde se encuentra con Modell. Modell intenta que Mulder lo escuche y finalmente rompe la determinación de Mulder.
Más tarde, Mulder le dice a Scully que no cree que Modell esté en otra matanza y, después de una extraña entrevista con Linda, cree que ella es la asesina y tiene los mismos poderes que Modell. Skinner suspende a Mulder, pero Mulder promete demostrar que su teoría es correcta. Habla nuevamente con el terapeuta de Modell, quien menciona que una monja de las Hermanitas de la Caridad lo había llamado «guerrero conquistado». Siguiendo una corazonada, Mulder intenta mostrarle una foto de Linda. Suena el teléfono y, después de decir que está con Mulder, mete la mano en una caja de fusibles y se electrocuta fatalmente.
En la casa de seguridad del FBI, llega un auto policial con Modell. Modell entra en la habitación en la que se encuentra Linda y cierra la puerta detrás de él. Mulder le cuenta a Scully la noticia de la muerte del terapeuta y la insta a que mantenga a Linda alejada del teléfono. En la casa de seguridad, Skinner encuentra la puerta de la habitación de Linda cerrada. Derriba la puerta de una patada para encontrar a Modell y Linda, y Modell dice con calma que tiene un arma. Sin dudarlo, Skinner le dispara a Modell cuando ve un arma en la mano de Modell, pero, una vez que está en el suelo, Skinner ve que su mano tiene la forma del arma.
Cuando se llevan a Modell en una camilla, Mulder llega y piensa que Modell obligó a Skinner a dispararle a propósito para proteger a Linda Bowman. Scully dice que Linda ha sido llevada a casa, por lo que Mulder, molesto, se va a ver a Modell en el hospital. Una enfermera entra en la habitación del hospital y le dice a Mulder que tiene que cambiar las vendas del paciente. Cuando Mulder se va, se revela que la enfermera es en realidad Linda Bowman y lleva un papel que dice «Enfermera». Linda luego convence al corazón de Modell para que se detenga. Una enfermera pasa corriendo junto a Mulder, y él la sigue hasta la habitación de Modell, donde se declara muerta a Modell. Mulder se da cuenta de que el papel «Enfermera» tiene «214 Channel Avenue» en la parte de atrás. Esa noche, Mulder visita la dirección y encuentra a Scully apuntándolo con un arma y afirmando que Linda la controla; ella se suicida. Mulder escucha pasos detrás de él y se da vuelta para ver a Linda Bowman apuntándolo con un arma; «Linda» declara información personal sobre Mulder, revelándose a sí misma como Scully a pesar de lo que ve Mulder. Ella dispara a una figura que se mueve detrás de Mulder, y luego ve a Scully frente a él ya Linda herida detrás de él. En la oficina de Skinner, el escáner cerebral de Linda Bowman muestra un tumor avanzado del lóbulo temporal, al igual que su gemelo fraterno, Robert Modell; los dos habían sido separados al nacer. Mulder tiene dudas acerca de casi matar a Scully y siente que finalmente perdió el juego de Linda.

## Producción
El episodio fue escrito por Tim Minear y Vince Gilligan, y dirigido por Daniel Sackheim. La idea original de Minear para el episodio involucraba a un criminal convicto que resultó ser ateo. Mientras estaba en prisión, habría escuchado la «voz de Dios» ordenándole que matara a un hombre verdaderamente malvado. El prisionero habría escapado y solo Mulder habría creído que estaba trabajando por el bien común. Minear señaló que «lo propuse e iba a hacerlo, eventualmente, hasta que nos encontramos en un punto del año en el que necesitábamos un guion realmente rápido». El productor ejecutivo Frank Spotnitz sugirió que el «ateo convicto» fuera reemplazado por Robert Modell del episodio de la tercera temporada «Pusher». Por lo tanto, Minear dejó de lado la historia «Word of God» (como se la llamó) y trabajó con Gilligan para escribir el guion final.
Robert Wisden, que había interpretado a Modell en el episodio original, fue contratado de nuevo para este episodio y Diana Scarwid fue elegida para interpretar a la hermana de Modell. Las escenas que tienen lugar en la cafetería de la Penitenciaría de Lorton en realidad fueron filmadas en una antigua instalación de almacenamiento del hospital. Para praparar los decorados, hubo que limpiar la estructura de detritos envejecidos y basura; esto requirió la destrucción de varias bombas de sumidero grandes, que fueron «martilladas en pedazos». El cuerpo de Nathan Bowman, el esposo de Linda, fue creado empapando un maniquí de la producción con el tono correcto de pintura. El título del episodio, «Kitsunegari» (狐狩り?) es un término japonés que significa «cacería de zorros». La serie contrató a dos traductores japoneses para producir la traducción correcta al japonés de la frase y su glifo Kanji asociado, debido al hecho de que «cacería de zorros» no es un término preexistente en el idioma japonés.

## Recepción
«Kitsunegari» se estrenó en la cadena Fox en los Estados Unidos el 4 de enero de 1998. Este episodio obtuvo una calificación Nielsen de 11,6, con una participación de 17, lo que significa que aproximadamente el 11,6 por ciento de todos los hogares equipados con televisión y el 17 por ciento de los hogares que veían la televisión sintonizaron el episodio. Fue visto por 19,75 millones de espectadores.
El episodio recibió críticas mixtas de los críticos de televisión. Robert Shearman y Lars Pearson, en su libro Wanting to Believe: A Critical Guide to The X-Files, Millennium & The Lone Gunmen, calificaron el episodio con tres estrellas y media de cinco. Los dos escribieron que, si bien «carece del ingenio característico de Vince Gilligan», el episodio lleva los hilos de la trama que comenzaron en «Pusher» a sus «conclusiones lógicas». Shearman y Pearson explicaron que la actuación del episodio, sobre todo la de Robert Wisden y Diana Scarwid, «ayuda a elevar a “Kitsunegari” por encima del promedio». Zack Handlen de The A.V. Club dio al episodio una crítica mixta y le otorgó una C+. Escribió que, a pesar de su amor por «Pusher», «“Kitsunegari” no es tan bueno como su predecesor». Handlen citó el cambio en la personalidad de Modell, su falta de deseo de matar y la interpretación de Scully como una «regañadora sin sentido del humor que solo ve la verdad cuando es necesario por conveniencia narrativa» como razones por las que el episodio fue débil. Llegó a la conclusión de que «Kitsunegari» «no estaba muy bien organizado».
Paula Vitaris de Cinefantastique le dio al episodio una crítica mixta y le otorgó dos estrellas de cuatro Llamó a la entrada «dócil» en comparación con su original, aunque entendió el deseo del programa de escribir una secuela. Vitaris también criticó el hecho de que Modell nunca asesinó a nadie y calificó la trama básica del episodio como «cursi». Sin embargo, elogió varias de las piezas del episodio, como «Nathan Bowman cubierto de pintura azul cerúleo», que llamó «sorprendente», y la escena en la que «Linda detiene el corazón del sufriente Modell», llamando a este último «realizado sensatamente».
El crítico A.J. Black comparó el destino de Modell con el de los personajes posteriores del escritor Vince Gilligan, Walter White y Saul Goodman de Breaking Bad y Better Call Saul, y señaló: «“Ganaste su juego”, sugiere su jefe Walter Skinner sobre el plan de Linda. “Entonces, ¿cómo es que siento que perdí?” es todo lo que Mulder puede decir. Gilligan y Minear aquí evocan la misma sensación de tristeza de suma cero dividida en ambos proyectos de Breaking Bad. Walt y Jimmy/Saul se ven a sí mismos como señores del crimen y súper abogados que rompen las reglas, respectivamente, pero al final, son dejado con un vacío. ¿Para qué fue todo? El final de Better Call Saul no se llama “Saul Gone” por nada».